# Szonner Ádám
Szonner Ádám (Németmárok, 1927. február 15. – Sásd, 2007. január 20.) katolikus pap, sásdi kanonok.

## Életpályája
1950. június 18-án szentelték pappá.
Több templomot is építtetett, az utolsó kettő Szűz Mária tiszteletére lett felszentelve. Az egyik a dombóvári kórházkápolna, ami a Maria Mater Dei, vagyis „Mária, Isten Anyja” nevet viseli, a másik pedig a felsőegerszegi templom. Utóbbi 2000-ben, 4 hónap alatt, Ádám atya áldozatos munkája és hathatós közreműködése nyomán közösségi munkával épült. Szépsége és különlegessége szinte naponta vonzza a látogatókat, sokszor határainkon kívülről is. Mindkét templomot Dipl.-Ing. Franz Wesinger németországi építész tervezte. A megyéért végzett karitatív tevékenységéért kapott kitüntetését (Baranya Megye Közgyűlésének Díja) az építész a felsőegerszegi híveknek ajánlotta és átadta megőrzésre. A templom oltárképét ("Et resurrexit…" secco) az akkor 24 éves joghallgató, Sáska Zoltán Attila festette.

## Szolgálati helyei
- 1950. villányi segédpap
- 1951. Tengelic segédpap
- 1953. Lengyel segédpap
- 1954. Kozármisleny segédpap
- 1955. Bölcske segédpap
- 1954. kovácshidai plébános
- 1958. nagyszékelyi plébános
- 1962. kisszékelyi plébános
- 1967. siklósbodonyi plébános
- 1973. teveli plébános
- 1980-tól haláláig (2007-ig) sásdi plébános, esperes, majd kanonok.

## Ima Szonner Ádám közbenjárásáért
```
               Jóságos Jézus, aki azt mondottad,
"ha valaki utánam akar jönni, vegye fel keresztjét, és kövessen engem",
            tekints hű szolgádra, Szonner Ádámra,
és az Ő közbenjárására add meg nekünk a kegyelmet,
     amit kérünk Tőled, feltéve, hogy az javunkra válik.
      Mindenképpen add meg azonban a kegyelmet,
  hogy az Ő példájára mi is mindig hűségesen szolgáljuk
      a Szeretet Székhelyét, Szentséges Szívedet és a
                  Szent Szűz Szeplőtelen Szívét.
```